# Shugo Chara - La magia del cuore
Shugo Chara - La magia del cuore (しゅごキャラ！?, Shugo Kyara!, lett. "Personaggi Guardiani!") è un manga shōjo scritto e disegnato dalle PEACH-PIT, pubblicato in Giappone sulla rivista Nakayoshi di Kōdansha dal febbraio 2006 al febbraio 2010.
Dal manga è stato tratto un anime, prodotto da Satelight e andato in onda in Giappone su TV Tokyo per tre stagioni: la prima dall'ottobre 2007 al settembre 2008, la seconda dall'ottobre 2008 al settembre 2009 e la terza dall'ottobre 2009 al marzo 2010.
In Italia, l'anime è stato acquistato da Mediaset, che ha trasmesso su Hiro tra ottobre e dicembre 2010 la prima stagione, tra gennaio e marzo 2011 la seconda, mentre la terza è arrivata in due parti nel novembre 2012. Il manga, invece, è stato pubblicato da Star Comics dal gennaio al novembre 2011, dapprima pianificato per agosto 2009 ma continuamente posticipato in quanto per contratto doveva uscire in concomitanza con la trasmissione della serie animata.

## Trama

### Prima serie
Amu Hinamori è una ragazzina isolata e molto fredda con i compagni di scuola, ma in realtà è semplicemente troppo timida per riuscire a dialogare con gli altri senza dire frasi poco gentili a causa dell'imbarazzo. Una sera, stanca di questo suo carattere falso, prega di poter diventare più sincera, e la mattina dopo trova tre uova, le Uova del Cuore, dalle quali nascono gli Shugo Chara Ran, Miki e Suu. Gli Shugo Chara sono esserini magici antropomorfi, rappresentanti le diverse personalità che Amu vorrebbe avere, e che sono in grado di cambiare la sua personalità in qualsiasi momento attraverso il "Chara Change".
Amu scopre che anche altri ragazzi nella scuola hanno degli Shugo Chara: si tratta dei quattro Guardiani, membri del consiglio scolastico e suoi coetanei, amati e rispettati da tutti gli studenti. I Guardiani spiegano ad Amu che il loro lavoro consiste nel curare le Uova del Cuore presenti nel cuore di ogni bambino, in quanto esse tendono a trasformarsi nelle Uova X se il possessore subisce un trauma e finiscono per distruggerne i sogni. Le viene inoltre raccontato che, secondo una leggenda, colui che avesse posseduto tre Shugo Chara avrebbe ereditato il leggendario Lucchetto Magico, in possesso proprio di Amu. Con l'aiuto dei Guardiani, Amu inizia la battaglia contro l'associazione Easter che, per catturare l'Embrione, un uovo magico che realizza i desideri, attacca le uova dei bambini.

### Seconda serie
Dopo che Utau ha lasciato la Easter per ricominciare la sua carriera di cantante, per rimpiazzarla l'associazione assume al suo posto una nuova ragazza, Lulu De Morcerf Yamamoto, che ha il potere di far trasformare le Uova del Cuore in Uova del Dubbio. Ad Ikuto viene affidato il compito di cooperare con lei alla cattura dell'Embrione, ma a causa dello scarso impegno del ragazzo, il direttore gli tende una trappola sfruttando il suo violino: lo strumento viene riempito di Uova X e, attraverso un diapason, il direttore può controllare la mente di Ikuto. Intanto, i Guardiani acquisiscono un nuovo membro: Nagihiko Fujisaki, che ricopre la carica rimasta vacante dopo la partenza di Kairi.
Forti dei nuovi poteri acquisiti da Amu, i Guardiani continuano la loro missione per proteggere l'Embrione dalla Easter. Dopo aver sconfitto Lulu, Amu salva la vita di Ikuto, che a causa del diapason, rischia l'arresto cardiaco. Dopo averlo salvato, i Guardiani affrontano il presidente della Easter, Hikaru Ichinomiya, un bambino di sette anni senza Uovo del Cuore. Egli non ha mai provato sentimenti, perché severamente educato dal direttore Hoshina, suo nonno. Tuttavia, l'Embrione si rivela essere in realtà l'Uovo del Cuore di Hikaru, e il bambino può finalmente piangere. Hikaru rivela inoltre ai Guardiani la conclusione del libro illustrato: una pagina bianca.

### Terza serie
Rikka Hiiragi si trasferisce alla Seiyo e, pur non avendo nessuno Shugo Chara, riesce a vedere le Uova X e a parlare con loro. Insieme a Hikaru, diventa una apprendista dei Guardiani. Anche Rikka riceve un Uovo del Cuore, dal quale nasce il suo Shugo Chara Hotaru. Rikka colleziona Uova X, ma dopo la nascita di Hotaru, le ignora, e le Uova X si autodistruggono. Dopo aver avvisato Amu, anche Rikka riesce a trasformarsi e a purificarle. L'ultimo giorno di scuola, Rikka e Hikaru vengono nominati Guardiani.

## Personaggi
Amu Hinamori (日奈森 あむ?, Hinamori Amu)
Doppiata da: Kanae Itō (ed. giapponese), Perla Liberatori (ed. italiana)
Protagonista della serie. È considerata la ragazza più popolare della scuola per il suo comportamento indifferente e freddo, ma in realtà è molto timida e sensibile. Ha una cotta per Tadase, ma alla fine si innamora ricambiata di Ikuto. I suoi Shugo Chara sono Ran (ラン?), Miki (ミキ?), Suu (スゥ?) e Dia (ダイヤ?).
Tadase Hotori (辺里 唯世?, Hotori Tadase)
Doppiato da: Reiko Takagi (ed. giapponese), Alessio De Filippis (ed. italiana)
Il "King's Chair" dei Guardiani, è timido e dolce, ma sa essere deciso. È innamorato di Amu. Il suo Shugo Chara è Kiseki (キセキ?).
Nadeshiko/Nagihiko Fujisaki (藤咲 なでしこ／なぎひこ?, Fujisaki Nadeshiko/Nagihiko)
Doppiato da: Saeko Chiba (ed. giapponese), Paola Della Pasqua (ed. italiana)
La "Queen's Chair" dei Guardiani, è matura e premurosa nei confronti degli altri. Si scopre essere un ragazzo di nome Nagihiko, poiché è tradizione che nella sua famiglia i maschi si debbano travestire da ragazze come parte del loro allenamento per interpretare ruoli femminili nella danza tradizionale giapponese. Dopo che Kairi va via, Nagihiko prende il suo posto come "Jack's Chair". I suoi Shugo Chara sono Temari (てまり?) e Ritmo (リズム? Rhythm).
Kukai Soma (相馬 空海?, Sōma Kūkai)
Doppiato da: Atsushi Abe (ed. giapponese), Paolo De Santis (ed. italiana)
Il "Jack's Chair" dei Guardiani, è allegro, adora i suoi amici ed eccelle in tutti gli sport. Il suo Shugo Chara è Daichi (ダイチ?).
Yaya Yuiki (結木 やや?, Yuiki Yaya)
Doppiata da: Tomoko Nakamura (ed. giapponese), Lara Parmiani (ed. italiana)
L"Ace's Chair" dei Guardiani, è immatura e viziata, va pazza per i fiocchi ed è iperattiva. Adora i dolci (in particolar modo il gelato) e la danza classica. Nonostante il comportamento infantile, sa essere molto responsabile e s'impegna seriamente nelle cose che fa. Il suo Shugo Chara è Pepe (ぺぺ?).
Rima Mashiro (真城 りま?, Mashiro Rima)
Doppiata da: Sayuri Yahagi (ed. giapponese), Federica Valenti (ed. italiana)
Entra nei Guardiani al posto di Nadeshiko come "Queen's Chair". All'inizio è una persona diffidente e distaccata, ammirata per la sua bellezza. In seguito stringe amicizia e si rivela simpatica. Il suo Shugo Chara è Kusukusu (クスクス?).
Kairi Sanjo (三条 海里?, Sanjō Kairi)
Doppiato da: Mitsuki Saiga (ed. giapponese), Massimo Di Benedetto (ed. italiana)
Il nuovo "Jack's Chair" al posto di Kukai, è un ragazzo molto intelligente, serio e studioso. Inizialmente viene mandato a spiare i Guardiani, ma poi decide di schierarsi dalla loro parte. Il suo Shugo Chara è Musashi (ムサシ?).
Ikuto Tsukiyomi (月詠 イクト?, Tsukiyomi Ikuto)
Doppiato da: Yūichi Nakamura (ed. giapponese), Alessandro Rigotti (ed. italiana)
Riservato, misterioso e ribelle, lavora per la Easter, che lo usa per trovare l'uovo noto come Embrione, ma Ikuto vuole usarlo per realizzare i propri desideri. Pur essendo un nemico soccorre Amu quando si trova in pericolo e se ne innamora. Nonostante sia malizioso e adori prendere in giro Amu, in realtà è un bravo ragazzo. Il suo Shugo Chara è Yoru (ヨル?).
Utau Hoshina (ほしな 歌唄?, Hoshina Utau)
Doppiata da: Nana Mizuki (ed. giapponese), Emanuela Pacotto (ed. italiana)
La sorella minore di Ikuto, come lui fa parte della Easter. Fa l'idol. Dal carattere freddo, ma molto famosa e amata, sfrutta i suoi concerti per trasformare gli Shugo Chara dei suoi fan in Uova X, che in seguito vengono sfruttate dall'associazione per fare degli esperimenti. Non sopporta Amu. I suoi Shugo Chara sono Iru (イル?) e Eru (エル?).

## Manga
Il manga è stato pubblicato sulla rivista Nakayoshi a partire dal febbraio 2006 al febbraio 2010 e successivamente è stato serializzato in 11 tankōbon per conto della Kōdansha, pubblicati tra 6 luglio 2006 e il 5 marzo 2010. Un seguito, intitolato Shugo Chara! Encore! (しゅごキャラ！アンコール！?, Shugo Kyara! Ankōru!), è stato pubblicato dal 3 marzo al 4 agosto 2010 sempre su Nakayoshi e raccolto in tankōbon nell'ottobre dello stesso anno. Sono uscite diverse edizioni limitate dell'opera, che si differenziano dalla versione normale per le copertine utilizzate e un set di carte raffiguranti Amu in varie pose.
In Italia è stato pubblicato da Star Comics da gennaio a dicembre 2011, incluso il seguito Encore!, con cadenza mensile, dopo averlo dapprima annunciato per agosto 2009, ma continuamente posticipato in quanto per contratto la casa editrice doveva pubblicare il manga in concomitanza con la trasmissione della serie animata.

### Volumi
| Shugo Chara! (11 volumi)        |                  |                                                                             |                   |
| 1                               | 6 luglio 2006    | ISBN 978-4-0636-4113-4                                                      | 16 gennaio 2011   |
| 1                               | Capitoli 1-5     |                                                                             |                   |
| 2                               | 6 gennaio 2007   | ISBN 978-4-0636-4129-5                                                      | 13 febbraio 2011  |
| 2                               | Capitoli 6-10    |                                                                             |                   |
| 3                               | 20 marzo 2007    | ISBN 978-4-0636-4139-4                                                      | 13 marzo 2011     |
| 3                               | Capitoli 11-14   |                                                                             |                   |
| 4                               | 20 luglio 2007   | ISBN 978-4-0636-4156-1                                                      | 10 aprile 2011    |
| 4                               | Capitoli 15-18.5 |                                                                             |                   |
| 5                               | 20 novembre 2007 | ISBN 978-4-0636-4167-7                                                      | 14 maggio 2011    |
| 5                               | Capitoli 19-22   |                                                                             |                   |
| 6                               | 19 marzo 2008    | ISBN 978-4-0636-4182-0                                                      | 11 giugno 2011    |
| 6                               | Capitoli 23-26   |                                                                             |                   |
| 7                               | 18 luglio 2008   | ISBN 978-4-0636-4192-9                                                      | 9 luglio 2011     |
| 7                               | Capitoli 27-30   |                                                                             |                   |
| 8                               | 5 dicembre 2008  | ISBN 978-4-0636-4204-9 (ed. regolare) ISBN 978-4-06-362125-9 (ed. limitata) | 6 agosto 2011     |
| 8                               | Capitoli 31-34   |                                                                             |                   |
| 9                               | 5 giugno 2009    | ISBN 978-4-0636-4222-3                                                      | 10 settembre 2011 |
| 9                               | Capitoli 35-39   |                                                                             |                   |
| 10                              | 23 ottobre 2009  | ISBN 978-4-06-364237-7                                                      | 15 ottobre 2011   |
| 10                              | Capitoli 40-44   |                                                                             |                   |
| 11                              | 5 marzo 2010     | ISBN 978-4-06-364251-3                                                      | 12 novembre 2011  |
| 11                              | Capitoli 45-48   |                                                                             |                   |
| Shugo Chara! Encore! (1 volume) |                  |                                                                             |                   |
| 1 (12)                          | 6 ottobre 2010   | ISBN 978-4-06-364279-7                                                      | 10 dicembre 2011  |
| 1 (12)                          | Capitoli 1-4     |                                                                             |                   |

### Spin-off
Uno spin-off, intitolato Shugo Chara-chan! (しゅごキャラちゃん！?, Shugo Kyara-chan!), in stile yonkoma ad opera di Mizushima Naftaren è stato pubblicato dalla Kōdansha da dicembre 2008 al dicembre 2010. La storia si concentra maggiormente sui tre Shugo Chara di Amu, ovvero Ran, Miki e Suu.
| 1 | 5 dicembre 2008  | ISBN 978-4-06-375609-8 |
| 1 | Capitoli 1-6     |                        |
| 2 | 6 agosto 2009    | ISBN 978-4-06-364231-5 |
| 2 | Capitoli 7-12    |                        |
| 3 | 30 aprile 2010   | ISBN 978-4-06-364267-4 |
| 3 | Capitoli 13-18   |                        |
| 4 | 28 dicembre 2010 | ISBN 978-4-06-364289-6 |
| 4 | Capitoli 19-24   |                        |

## Anime

Amu Hinamori con i suoi Shugo Chara Ran, Miki e Suu

La serie è formata complessivamente da tre stagioni, andate in onda su TV Tokyo: la prima stagione di 51 episodi dal 6 ottobre 2007 al 27 settembre 2008, la seconda intitolata Shugo Chara!! Doki (しゅごキャラ！！どきっ?, Shugo Kyara!! Doki) di 51 episodi 4 ottobre 2008 al 26 settembre 2009 e la terza intitolata Shugo Chara! Party! (しゅごキャラ！パーティー！?, Shugo Kyara! Pātī!) di 25 episodi dal 3 ottobre 2009 al 27 marzo 2010. A differenza di quanto accade nelle prime due, nell'ultima i primi dieci minuti sono formati dall'anime Shugo Chara!!! Dokki Doki (しゅごキャラ！！！どっきどき?, Shugo Kyara!!! Dokki Doki), a cui fanno seguito due mini-episodi della durata di 150 secondi ciascuno del corto animato Shugo Chara! Pucchi Puchi (しゅごキャラ！ぷっちぷち！?, Shugo Kyara! Pucchi Puchi), mentre gli ultimi 5 minuti sono delle sequenze in live action del gruppo femminile Shugo Chara Egg!.
In Italia è stata trasmessa in prima visione da Hiro, con la prima stagione dal 15 ottobre al 4 dicembre 2010, la seconda dal 29 gennaio al 20 marzo 2011 e la terza dall'8 al 29 novembre 2012. Nell'adattamento italiano sono state rimosse tutte le scene del gruppo Shugo Chara Egg!. Gli episodi sono stati poi resi disponibili sulla piattaforma web Infinity TV, mentre in televisione sono stati replicati per la prima volta in chiaro su Italia 1 dal 3 al 25 giugno 2019.

### Colonna sonora
La sigla italiana, interpretata e scritta da Cristina D'Avena con musica di Maurizio Bianchini e Graziano Pegoraro, presenta un arrangiamento completamente diverso dalle originali e viene usata sia in apertura che in chiusura per tutte e tre le serie.
Sigla di apertura
- Kokoro no tamago (こころのたまご? lett. "Le uova del cuore"), delle Buono! (ep. 1-26)
- Minna daisuki (みんなだいすき? lett. "Vi voglio bene"), delle Buono! (ep. 27-51)
- Minna no tamago (みんなのたまご? lett. "Le uova di tutti"), delle Shugo Chara Egg! (seconda serie; ep. 1-13 [52-64])
- Shugo Shugo! (しゅごしゅご！? lett "Guardiano Guardiano!"), delle Shugo Chara Egg! (seconda serie; ep. 14-25 [65-76])
- Omakase♪Guardian (おまかせ♪ガーディアン? lett. "Lascia fare♪ai Guardiani"), delle Guardians 4 (seconda serie; ep. 26-38 [77-89])
- School Days (lett. "Giorni di scuola"), delle Guardians 4 (seconda serie; ep. 39-51 [90-102])
- Watashi no tamago (わたしのたまご? lett. "Il mio uovo"), delle Shugo Chara Egg! (terza serie; ep. 1-13 [103-115])
- Arigatou ~Ōkiku kansha!~ (ありがとう～大きくカンシャ！～? lett. "Grazie di tutto"), delle Shugo Chara Egg! (terza serie; ep. 14-25 [116-127])
- PARTY TIME (lett. "Tempo di festa"), delle Guardians 4 (terza serie; ep. 1-13 [103-115])
- Going On! (lett. "In corso!"), delle Guardians 4 (terza serie; ep. 14-25 [116-127])

Sigla di chiusura
- Honto no jibun (ホントのじぶん? lett. "La vera me stessa"), delle Buono! (ep. 1-12 / seconda serie; ep. 51 [102])
- Ren'ai♥Rider (恋愛♥ライダー? lett. "Cavalcatore dell'amore"), delle Buono! (ep. 13-26)
- Kiss! Kiss! Kiss! (lett. "Bacio! Bacio! Bacio!"), delle Buono! (ep. 27-39)
- Gachinko de ikō! (ガチンコでいこう！? lett. "Competi e vai!"), delle Buono! (ep. 40-51)
- Rottara Rottara[N 2] (ロッタラロッタラ? lett. "Molto molto amore"), delle Buono! (seconda serie; ep. 1-17 [52-68])
- co·no·mi·chi (lett. "Questa strada"[N 3]), delle Buono! (seconda serie; ep. 18-25 [69-76])
- MY BOY (lett. "Il mio ragazzo"), delle Buono! (seconda serie; ep. 26-34 / 36-38 [77-85 / 87-89])
- Secret Princess (シークレットプリンセス? lett. "Principessa segreta"), di Rie Kugimiya (Yua Sakurai) (seconda serie; ep. 35 [86])
- Take It Easy! (lett. "Prenditela con calma!"), delle Buono! (seconda serie; ep. 39-50 [90-101])
- Bravo☆Bravo, delle Buono! (terza serie; ep. 1-13 [103-115])
- Our Songs, delle Buono! (terza serie; ep. 14-24 [116-126])
- Arigatō ~Ōkiku kansha!~ (ありがとう～大きくカンシャ！～? lett. "Grazie di tutto"), delle Shugo Chara Egg! (terza serie; ep. 25 [127])

Sigla di apertura e di chiusura italiana
- Shugo Chara! - La magia del cuore, di Cristina D'Avena

Intermezzo
- Meikyū Butterfly (迷宮バタフライ? lett. "Farfalla del labirinto"), di Nana Mizuki (Utau Hoshina) (ep. 12≈51)

In Italia è sostituita da Ali di farfalla, di Emanuela Pacotto.
- BLACK DIAMOND (lett. "Diamante nero"), di Nana Mizuki (Utau Hoshina) (ep. 39≈51)

In Italia è sostituita da Diamante nero, di Emanuela Pacotto.
- Yume no tsubomi (ゆめのつぼみ? lett. "Bocciolo del sogno"), di Nana Mizuki (Utau Hoshina) (ep. 42-43)

In Italia è sostituita da Canzone del cuore, di Emanuela Pacotto.
- Bokutachi no chikyū (僕達の地球? lett. "La nostra Terra") (ep. 46)

In Italia è sostituita da Amicizia e amore, cantata dai ragazzi.
- Heartful song (lett. "Canzone dal cuore"), di Nana Mizuki (Utau Hoshina) (ep. 47, 55, 59, 86)

In Italia è sostituita da Una canzone sincera, di Emanuela Pacotto.
- Yūki no uta (勇気の歌? lett. "Canto del coraggio"), di Kanae Itō (Amu Hinamori) (ep. 49)

In Italia è sostituita da Il coraggio, di Perla Liberatori.
- Saikyō LOVE POWER (最強ＬＯＶＥ ＰＯＷＥＲ? lett. "Il fortissimo potere dell'amore"), di Kanae Itō (Amu) con Kana Asumi (Ran), Nanae Katō (Miki), Aki Toyosaki (Suu) (ep. 62)
- Happy X'mas, di Kanae Itō (Amu) con Kana Asumi (Ran), Nanae Katō (Miki), Aki Toyosaki (Suu) (ep. 63)
- Ii koto arisou (いいことありそう? lett. "Probabilmente una buona cosa"), di Kana Asumi (Ran), Nanae Katō (Miki), Aki Toyosaki (Suu) (ep. 64)
- Kimi no Birthday (君のＢｉｒｔｈｄａｙ? lett. "Il tuo compleanno"), di Kanae Itō (Amu Hinamori) (ep. 69)
- Niji-iro Chara Change! (にじいろキャラチェンジ！? lett. "Personaggi Guardiani dell'arcobaleno"), di Kanae Itō (Amu) con Kana Asumi (Ran), Nanae Katō (Miki), Aki Toyosaki (Suu) (ep. 73)
- Secret Princess (シークレットプリンセス? lett. "Principessa segreta"), di Rie Kugimiya (Yua Sakurai) (ep. 86)

In Italia è sostituita da La principessa segreta, di Renata Bertolas.
- Taiyō ga niau yo (太陽が似合うよ? lett. "Il sole ha un bell'aspetto") di Nana Mizuki (Utau Hoshina) (ep. 93, 105)

In Italia è sostituita da L'amore, di Emanuela Pacotto.
- Honto no jibun (ホントのじぶん? lett. "La vera me stessa"), delle Buono! (ep. 102)
- Ōkiku nāre! (大きくなぁれ！? lett. "Diverrò grande!"), di Tomoko Nakamura (Yaya Yuiki) (ep. 107)
- Hana tegami (花手紙? lett. "Lettera dei fiori"), di Saeko Chiba (Nadeshiko/Nagihiko Fujisaki) (ep. 109)
- Kokoro no tamago (こころのたまご? lett. "Le uova del cuore"), delle Buono! (ep. 127)
- Akaneiro no sora (茜色の空? lett. "Cielo rosso"), di Nana Mizuki (Utau Hoshina)

In Italia è sostituita da La felicità, di Emanuela Pacotto.

## Altri media

### CD
| Nº | Titolo CD                                 | Numero tracce | Data uscita      |
| -- | ----------------------------------------- | ------------- | ---------------- |
| 1  | Honto no jibun (ホントのじぶん?)          | 3             | 31 ottobre 2007  |
| 2  | Meikyū Butterfly (迷宮バタフライ?)        | 4             | 19 dicembre 2007 |
| 3  | Ren'ai♥Rider (恋愛♥ライダー?)             | 4             | 6 febbraio 2008  |
| 4  | Shugo Chara! Original Soundtrack Vol. 1   | 34            | 19 marzo 2008    |
| 5  | Kiss! Kiss! Kiss!                         | 4             | 14 maggio 2008   |
| 6  | Gachinko de ikō! (ガチンコでいこう！?)    | 4             | 20 agosto 2008   |
| 7  | Shugo Chara! Original Soundtrack Vol.2    | 30            | 20 agosto 2008   |
| 8  | Niji-iro Chara Change!                    | 8             | 5 novembre 2008  |
| 9  | Rottara Rottara (ロッタラロッタラ?)       | 4             | 12 novembre 2008 |
| 10 | Shugo Chara! Original Soundtrack Vol.3    | 18            | 19 novembre 2008 |
| 11 | Minna no tamago (みんなのたまご?)         | 4             | 10 dicembre 2008 |
| 12 | co·no·mi·chi                              | 4             | 21 gennaio 2009  |
| 13 | Shugo Chara! Original Soundtrack Vol.4    | 12            | 18 febbraio 2009 |
| 14 | Shugo Shugo! (しゅごしゅご！?)            | 4             | 25 febbraio 2009 |
| 15 | Shugo Chara! Character Song Album Best!   | 10            | 18 marzo 2009    |
| 16 | MY BOY                                    | 4             | 29 aprile 2009   |
| 17 | Omakase♪Guardian (おまかせ♪ガーディアン?) | 5             | 27 maggio 2009   |
| 18 | Shugo Chara! Character Song Album Best! 2 | 9             | 5 agosto 2009    |
| 19 | Take It Easy!                             | 4             | 26 agosto 2009   |
| 20 | School Days                               | 5             | 2 settembre 2009 |
| 21 | BLACK DIAMOND                             | 4             | 2 settembre 2009 |
| 22 | PARTY TIME                                | 4             | 18 novembre 2009 |
| 23 | Bravo☆Bravo                               | 4             | 16 dicembre 2009 |
| 24 | Going On!                                 | 4             | 1º gennaio 2010  |

### Videogiochi
| Nº | Titolo videogioco | Piattaforma | Produttore | Data uscita     |
| -- | --- | ----------- | ---------- | --------------- |
| 1  | Shugo Chara! - 3-tsu no tamago to koisuru Joker (しゅごキャラ！ ３つのたまごと恋するジョーカー? lett. "Shugo Chara! - Le 3 Uova e il Joker innamorato") | Nintendo DS | Konami     | 13 marzo 2008   |
| 2  | Shugo Chara! - Amu no niji-iro Chara Change! (しゅごキャラ！ あむのにじいろキャラチェンジ！? lett. "Shugo Chara! - Il Chara Change arcobaleno di Amu!") | Nintendo DS | Konami     | 6 novembre 2008 |
| 3  | Shugo Chara! - Norinori! Chara na rhythm♪ (しゅごキャラ！ ノリノリ！キャラなりズム♪?)                                                                   | Nintendo DS | Konami     | 6 agosto 2009   |

### Musical
Agli inizi del 2009, è stato messo in scena un musical basato sulla serie con Yūka Maeda nel ruolo della protagonista Amu. Il DVD è uscito il 23 ottobre 2009.

## Accoglienza
Shugo Chara! è stato in generale ben accolto dalla critica. L'opera cartacea si è aggiudicata il Kodansha Manga Award nella categoria kodomo nel 2008, mentre la serie animata è diventata uno degli anime più visti in Giappone nei mesi di aprile e luglio 2008.
In un sondaggio condotto nel 2018 dal sito web Goo Ranking, gli utenti giapponesi hanno votato i loro anime preferiti usciti nel 2008 e la seconda stagione di Shugo Chara è arrivata al quindicesimo posto con 73 voti.